# Amuze
Amuze était un studio de développement de jeux vidéo basé à Solna, en Suède. Il fut fondé en 1996 par John Kroknes et Stefan Holmqvist. Le studio a fermé ses portes en 2005. Il est connu pour avoir développé le jeu Headhunter et sa suite, Headhunter: Redemption, pour le compte de Sega.

## Jeux développés
| # | Titre                  | Année | Plates-formes            |
| - | ---------------------- | ----- | ------------------------ |
| 1 | Headhunter             | 2001  | Dreamcast, PlayStation 2 |
| 2 | Headhunter: Redemption | 2004  | PlayStation 2, Xbox      |